# 中华全国供销合作总社
中华全国供销合作总社，简称供销总社，是中华人民共和国全国供销合作社的联合组织，由中华人民共和国国务院领导，行政級別为正部级。
中华全国供销合作总社设立理事会、监事会，实行理事会主任负责制，同时也是国际合作社联盟（ICA）的成员。理事会内设机构14个，监事会内设机构1个，共有11家出资企业、16个直属事业单位和15家主管社团。理事会管理出资企业、直属事业单位、主管社团。监事会设办公室。

## 沿革

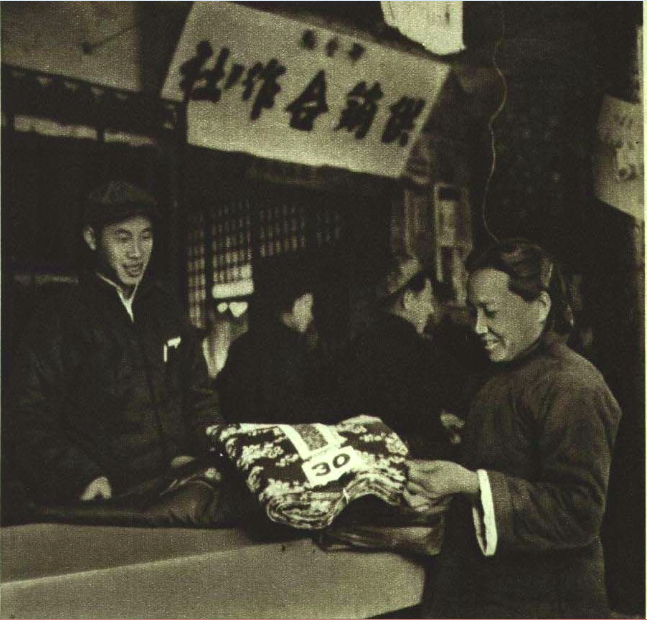
1952年，河北省邢台县供销合作社。

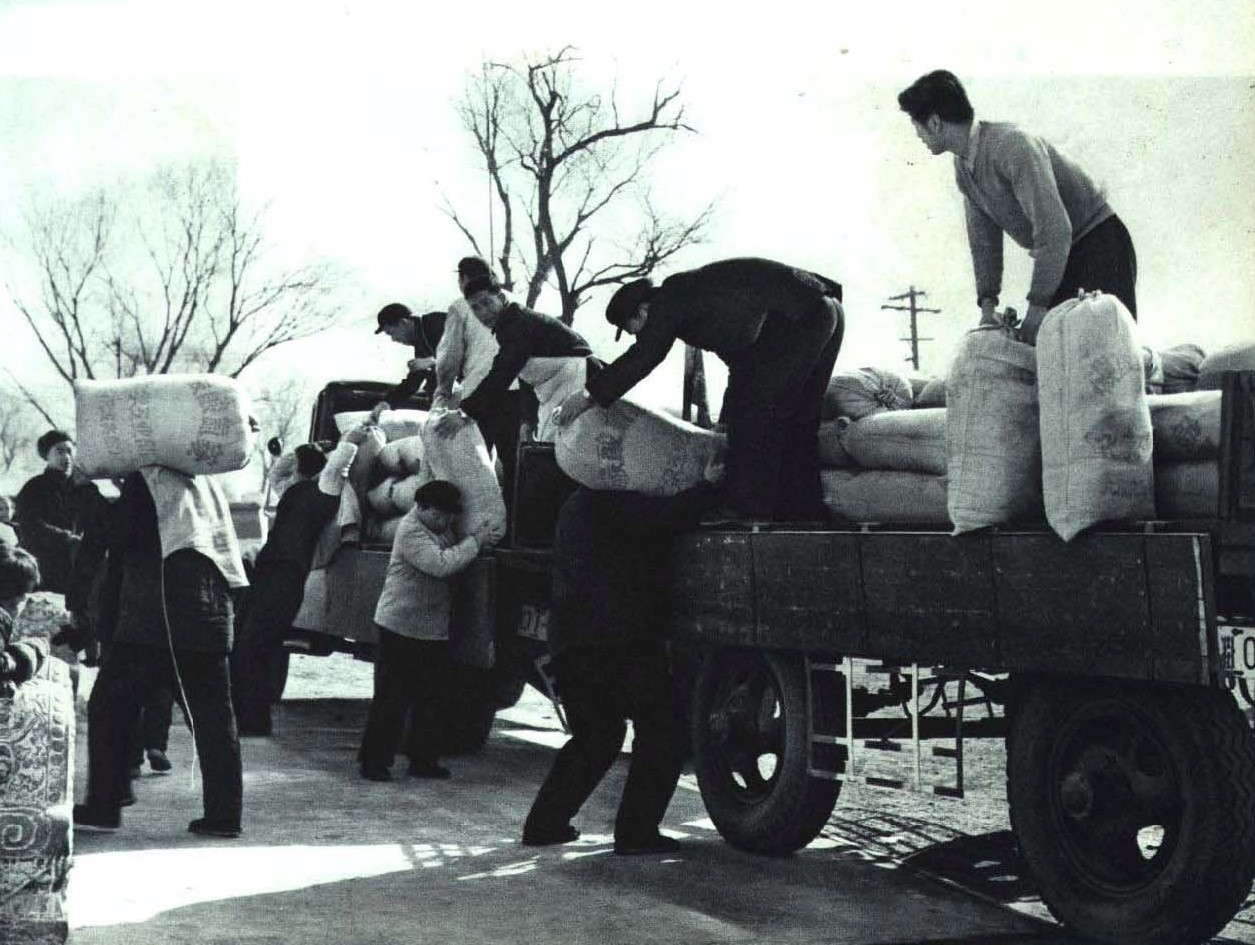
1965年，卢沟桥供销合作社装卸化肥。

中华全国供销合作总社的前身可以追述到1949年11月成立的中央合作事业管理局，主管中华人民共和国全国的合作事业。1950年7月，中华全国合作社工作者第一届代表会议召开，通过了《中华人民共和国合作社法（草案）》、《中华全国合作社联合总社章程（草案）》等文件，成立了中华全国合作社联合总社，统一领导和管理全国的供销、生产、渔业、手工业、消费、信用合作社。由于调整商业与新税制，供销社遇到了极大的困难。1953年3月中共中央农村工作部部长邓子恢向中央写了《关于供销社几个基本问题》的报告，对供销社的性质、基本任务、业务方针、经营系统、社员权利及现在的危机做了系统的阐述，建议中央“停止供销合作社大批裁员、大量撤销零售网的做法，避免合作社日趋瓦解的趋势”。在国家扶持下，全国的供销社得到了快速发展。1953年10月以后国家陆续对粮食、油料、棉花“统购统销”。
1954年7月20日－25日在北京召开中华全国合作社第一次代表大会，到会代表共560人，8个社会主义国家的合作社代表团参加了大会，中共中央代表邓子恢，中央人民政府代表林伯渠向大会致祝词，程子华代表全国合作总社临时理事会向大会作了题为“为进一步开展城乡物资交流，促进以互助合作为中心的农业增产运动，支援国家工业化而奋斗”的工作报告，叶季壮代表全国合作社临时监事会，向大会作了“全国合作总社临时监事会工作报告”，张启龙作了“关于制定中华全国供销合作总社章程草案的说明”。大会听取和审议了全国合作总社临时理事会关于1953年12月31日资产负债表的报告和临时监事会的审查意见。大会鉴于中华全国合作社联合总社所领导的手工业生产合作社将单独建立组织系统和全国领导机构，城市和工矿区的消费合作社将划归国营商业领导，因此决定将中华全国合作社联合总社改名为中华全国供销合作总社，并通过了《中华全国供销合作总社章程》。按照章程规定，选举全国供销合作总社全国委员会委员97人，候补委员31人，理事会理事17人，监事会监事7人，正式成立了中华全国供销合作总社的领导机关和监察机关。建立中华人民共和国全国统一的供销合作社系统，承担对农村私营商业的社会主义改造。选举产生中华全国供销合作总社全国委员会委员97名，候补委员31名，理事会理事17名，监事会监事7名。全国供销合作总社第一届理事会于1954年7月31日举行了第一次会议，选举程子华为理事会主任，张启龙、闫顾行、孟用潜、梁耀、邓晨西为副主任。同时举行了第一届监事会第一次会议，选举曾山为监事会主任，戴晓东、于树德为副主任。
1958年3月大跃进时期，决定把县以上供销合作社与国营商业合并，基层供销社下放给人民公社；中华全国供销合作总社与中华人民共和国城市服务部合并成立中华人民共和国第二商业部。1958年9月11日第一届全国人大常委会第一百零一次会议决定将第一商业部、第二商业部合并为中华人民共和国商业部。1961年国务院财贸办公室组织调研恢复供销合作者问题。1962年又将全国供销合作总社与中华人民共和国商业部分开办公，全国供销合作社系统恢复为完整独立的系统，一切制度均按集体所有制性质办。
文化大革命期间，1970年中央再次决定将供销合作社同国营商业合并，由集体所有制改为全民所有制；中华全国供销合作总社与商业部、粮食部、中央工商行政管理局合并组建中华人民共和国商业部。1975年，根据周恩来的指示，中央于当年2月决定恢复全国供销合作总社，名称改为“中华人民共和国供销合作总社”，作为中央政府的一个部门，不再作为集体所有制群众经济组织。1978年，供销合作社商品零售额占全社会商品零售总额的35.5%；占农村商品零售总额的68.2%；是当时商品流通的主渠道。
1982年2月，再次决定将供销合作社同国营商业合并，中华全国供销合作总社第三次与中华人民共和国商业部合并，但保留中华全国供销合作总社的牌子，设立中华全国供销合作总社理事会，保留省、自治区、直辖市以下供销合作社的独立组织系统。从1982年到1988年，先后进行了恢复“三性”（群众性、民主性、灵活性）、“五突破”（劳动制度、农民入股、经营范围、内部分配、价格管理）、“六个发展”（发展系列化服务、横向联合、农副产品加工、多种经营方式、农村商业网点、科技教育）三个阶段性改革。
1995年2月，中共中央、国务院作出了《关于深化供销合作社改革的决定》（中发〔1995〕5号），明确了供销合作社的宗旨、性质、地位和作用，决定恢复成立“中华全国供销合作总社”，并提出了支持供销合作社改革和发展的若干政策措施。 这是“三合三分”。1997年至2003年，供销社销售量下降40%。1992年至1999年累计亏损近450亿元，系统各种负债接近1400亿元，基层12年连续亏损，基层与农民在地方的买卖关系也不复存在，职工停薪留职，供销系统处于网破、线断、人散的低潮期。1998年，国务院颁发了《关于化肥流通体制改革的若干意见》，取消了国产化肥指令性生产计划和统配收购计划，由化肥生产和经营企业自主进行购销交易。1999年，《国务院关于深化棉花流通体制改革的决定》发布，规定棉花的收购价格、销售价格主要由市场形成。《国务院关于解决当前供销合作社几个突出问题的通知》（国发〔1999〕5号）正式出台，供销合作社的工作重点转向了扭亏增盈。2000年全系统扭亏为盈，当年系统汇总实现利润13.77亿元。2001年，情况进一步好转，汇总实现利润16.39亿元，2002年达到28.6亿元。
2002年，供销社系统开始市场化改革方案，核心内容是供销社和供销社下属企业分开，建立现代企业制度，自负盈亏，并引入社会资本；推动基层社发展，包括“四项改造”，即：以参与农业产业化经营改造基层社，以实行产权多元化改造社有企业，以实现社企分开、开放办社改造联合社，以发展现代经营方式改造经营网络。后实施了“新网工程”，扶持基层经营服务网络建设。2006年国务院印发了《听取供销总社关于建设农村现代流通服务网络等有关工作汇报的会议纪要》，对“新网工程”思路给予充分肯定。2009年11月《国务院关于加快供销合作社改革发展的若干意见》（国发〔2009〕40号）正式发布，提出新形势下供销合作社改革发展的目标和任务是，坚持为农服务宗旨，坚持社会主义市场经济改革方向，坚持合作制基本原则，大力推进经营创新、组织创新、服务创新，加快构建运转高效、功能完备、城乡并举、工贸并重的农村现代经营服务新体系，努力成为农业社会化服务的骨干力量、农村现代流通的主导力量、农民专业合作的带动力量，真正办成农民的合作经济组织，不断开创中国特色供销合作事业新局面。2013年，中央一号文件明确提出支持供销合作社开展农产品流通，充分发挥供销合作社在农业社会化服务中的重要作用。2014年，供销合作社综合改革试点列入中央改革办2014年工作要点，写入中央一号文件和《政府工作报告》。
2015年4月，中共中央，国务院出台《关于深化供销合作社综合改革的决定》（中发〔2015〕11号），指明了深化综合改革的总体方向、基本原则和工作重点。2015年全系统销售总额3.8万亿元，利润总额354.4亿元，资产总额1.2万亿。2016年，中央一号文件明确提出，深入推进供销合作社综合改革，提升为农服务能力。
据《全国供销合作社系统2017年基本情况统计公报》，2017年全国供销合作社系统实现销售总额5.4万亿，同比增13.5%。其中，农业生产资料类销售额8831.8亿元；农副产品类销售额18413.9亿元；消费品类零售额17587.7亿元；再生资源类销售额2711亿元。全国供销系统内的基层社经营网点34.1万个；其中，日用消费品网点16.9万个，农业生产资料网点11.8万个，农副产品收购网点2.6万个，再生资源回收网点1.8万个，覆盖了全国90%以上的乡镇。下辖机关事业单位2660个，实行企业化管理78个，仅占2.8%。基层社共30281个，组织农民兴办合作社18.59万个。供销系统拥有各类法人企业21852个，省社所属企业1193个，省辖市社所属企业3100个，县社所属企业16054个。2017年，国务院颁发《深化供销合作社综合改革的决定》。
2018年，中央一号文件就全面实施乡村振兴战略作出全面部署，明确提出全面深化供销合作社综合改革，支持供销、邮政及各类企业把服务网点延伸到乡村，健全农产品产销稳定衔接机制。根据2018年1月15日举行的中华全国供销合作总社第六届理事会第五次全体会议的报告，供销合作社系统自2013年以来，在中国恢复重建基层社１万多家，使得基层供销社总数超过３万家，乡镇覆盖率从2012年的56%提高到2018年的95%。
2020年8月31日，根据国家发展改革委《关于全面推开行业协会商会与行政机关脱钩改革的实施意见》（发改体改〔2019〕1063号），原由供销总社主管的中国畜产品流通协会、中国合作贸易企业协会、中国蜂产品协会、中国日用杂品流通协会、中国农产品流通经纪人协会等5家行业协会（商会）与供销总社分离，依法直接登记、独立运行，剥离行政职能，不再设置业务主管单位。取消对其直接财政拨款，通过政府购买服务等方式支持其发展。

## 职责
根据《国务院办公厅关于印发〈中华全国供销合作总社组建方案〉的通知》（国办发〔1995〕39号）、《中央编办关于中华全国供销合作总社主要职责和内设机构调整等问题的批复》（中央编办复字〔2017〕101号）的规定，中华全国供销合作总社承担下列职责：
1. 宣传贯彻党中央、国务院“三农”工作方针政策，指导全国供销合作事业发展。
2. 负责研究制定全国供销合作社的发展战略和发展规划，指导服务全系统改革发展。
3. 根据授权对重要农业生产资料、农副产品经营进行组织、协调和管理，指导各级供销合作社承担政府委托的公益性服务和其他任务。
4. 推进供销合作社法治建设，研究提出促进农村经济社会和行业发展的政策法规建议，维护各级供销合作社的合法权益。
5. 协调同有关部门的关系，指导全国供销合作社业务活动，支持供销合作社发展电子商务和开展农村合作合融服务，领办创办农民专业合作社，更好履行为农服务职责。
6. 指导社有资产运营，确保社有企业为农服务方向，履行社有资产监管职责，落实社有资产保值增值和安全责任。
7. 代表中国合作社参与国际合作社联盟以及相关国际组织的事务。
8. 承办党中央、国务院交办的其他事项。

## 组织结构
根据《中央编办关于中华全国供销合作总社主要职责和内设机构调整等问题的批复》（中央编办复字〔2017〕101号）的规定，中华全国供销合作总社设置下列机构：

### 理事会内设机构
- 办公厅
- 研究室
- 人事部
- 经济发展与改革部
- 财会部（社有资产管理委员会办公室）
- 合作指导部（法制工作办公室）
- 金融服务部
- 国际合作部
- 科教社团部
- 农业生产资料与棉麻局
- 直属机关党委
- 监察局
- 审计局
- 离退休干部部

### 监事会内设机构
- 监事会办公室

### 直属事业单位
- 中华合作时报社
- 管理干部学院
- 科技推广中心
- 职业技能鉴定指导中心
- 信息中心
- 声像中心
- 商印中心
- 南京野生植物综合利用研究所
- 济南果品研究所
- 杭州茶叶研究所
- 郑州棉麻工程技术设计研究所
- 北京商业机械研究所
- 天津再生资源研究所
- 昆明食用菌研究所
- 西安生漆涂料研究所

### 直属企业单位

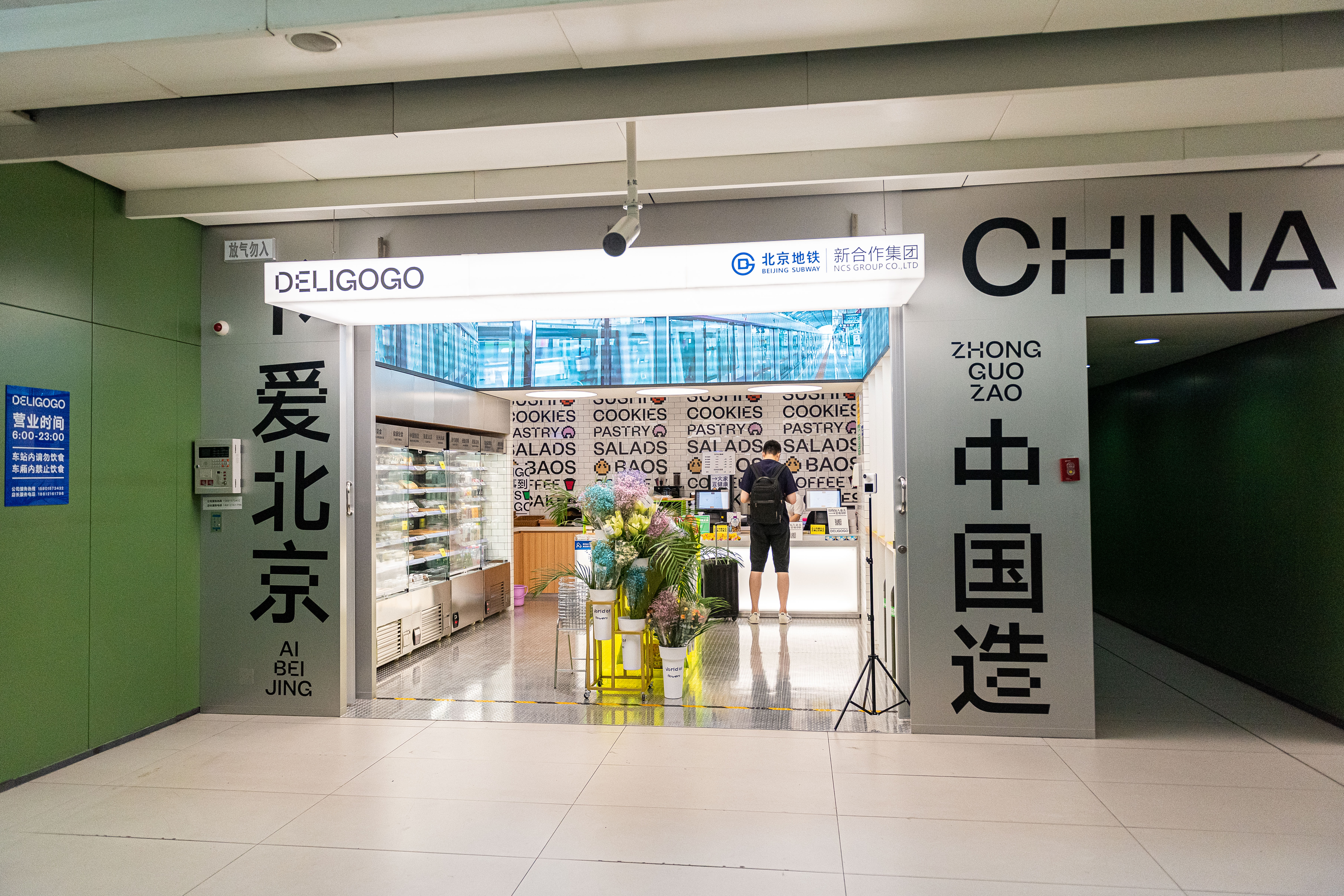
北京地铁6号线青年路站内由新合作集团开设的DELIGOGO便利店

中华全国供销合作总社的16家直属企业单位由中国供销集团有限公司全资或控股持有。
- 中国农业生产资料集团公司[註 3]
- 中华棉花集团有限公司[註 4]
- 中再资源再生开发有限公司（中国再生资源开发有限公司）[註 5]
- 新合作商贸连锁集团有限公司[註 6]
- 中国供销电子商务有限公司
- 北京全国棉花交易市场有限公司[註 7]
- 中国供销农产品批发市场控股有限公司[註 8]
- 中国供销冷链物流有限公司
- 中国供销惠农服务有效公司
- 中国供销粮油有限公司[註 9]
- 供销集团财务有限公司
- 新供销产业发展基金管理有限责任公司

### 主管社会团体
- 中国农业生产资料流通协会
- 中国东盟农资商会
- 中国棉花协会
- 中国果品流通协会
- 中国茶叶流通协会
- 中国食用菌协会
- 中国再生资源回收利用协会
- 中国供销合作经济学会
- 中国棉麻流通经济研究会
- 东北信息协会

## 历任领导
| 中华全国合作社联合总社主任 1. 薄一波 2. 程子华 中华全国供销合作总社理事会主任 1. 程子华（1954年7月－1958年9月） 2. 陈俊生（1995年5月－1998年12月） 3. 白立忱（1999年1月－2008年5月） 4. 李成玉（2008年5月－2011年8月） 5. 杨传堂（2011年8月－2012年7月） 6. 王 侠（2013年3月－2019年1月） 7. 刘士余（2019年1月－2019年5月） 8. 喻红秋（2019年11月－2021年1月） 9. 梁惠玲（2021年7月－2022年12月） 中华全国供销合作总社党组书记 …… - 韩立平（2019年11月－，2019年12月起兼理事会副主任） | 中华全国供销合作总社理事会副主任 …… - 韩立平（2019年12月－，中华全国供销合作总社党组书记兼） - 侯顺利（2020年9月－2025年1月） - 陈祖新（2024年1月－） - 张梅林（2024年8月－） 中华全国供销合作总社理事会常务理事 …… - 樊江波（2015年7月－） - 刘进喜（2015年7月－） - 高芳（2015年7月－） - 程庆新（2020年9月－） - 闵学冲（2020年9月－） - 张望舒（2020年9月－） - 李殿平（2020年9月－） |

| 中华全国供销合作总社监事会主任 …… - 阿地力·吾布力（2024年2月－） | 中华全国供销合作总社监事会副主任 …… - 宗义（2020年9月－） - 苏泽文（2023年1月－） |

中央纪委国家监委驻供销合作总社纪检监察组组长
……
- 黄良波（2022年9月－）